# Vejce (potravina)

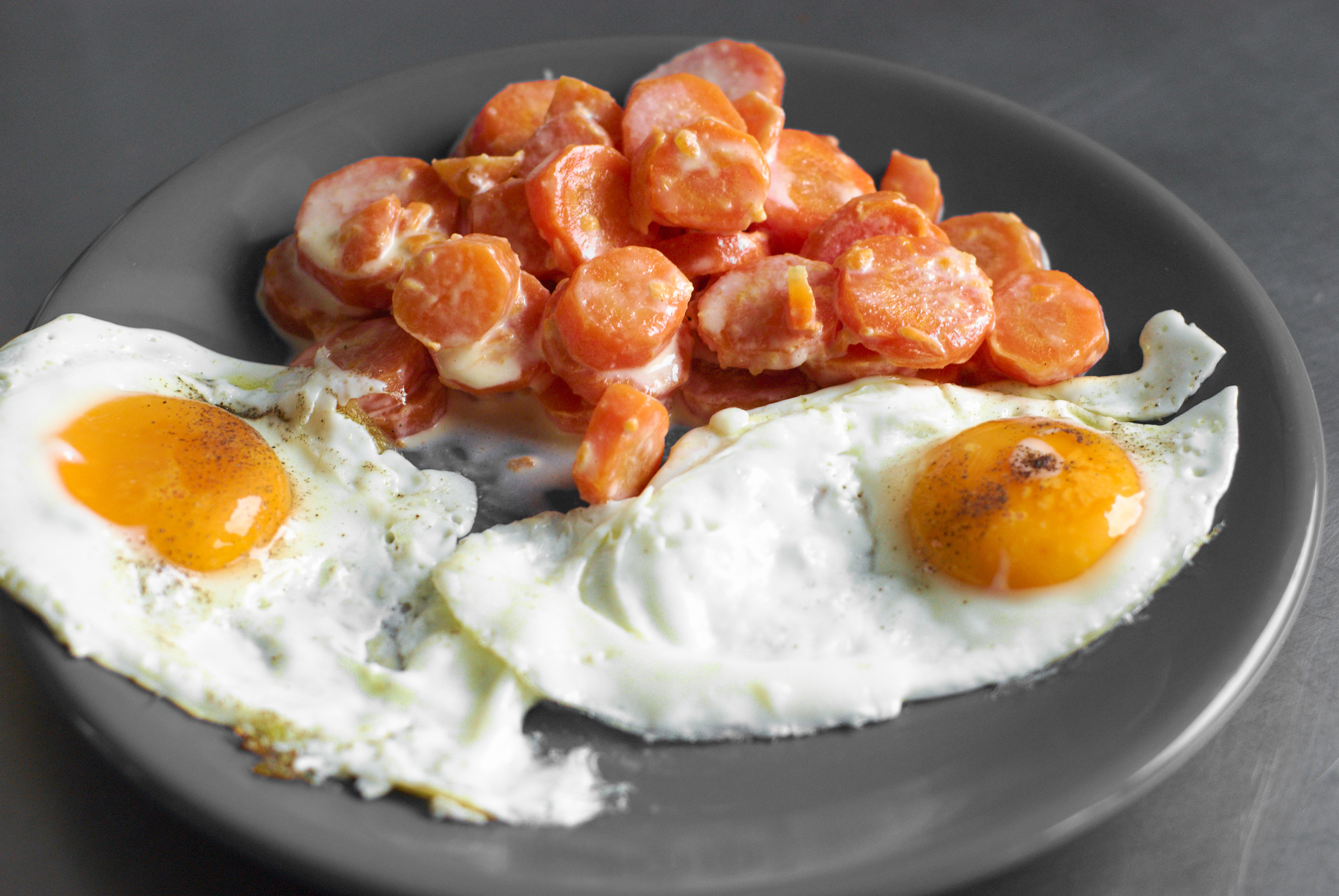
Smažená vejce

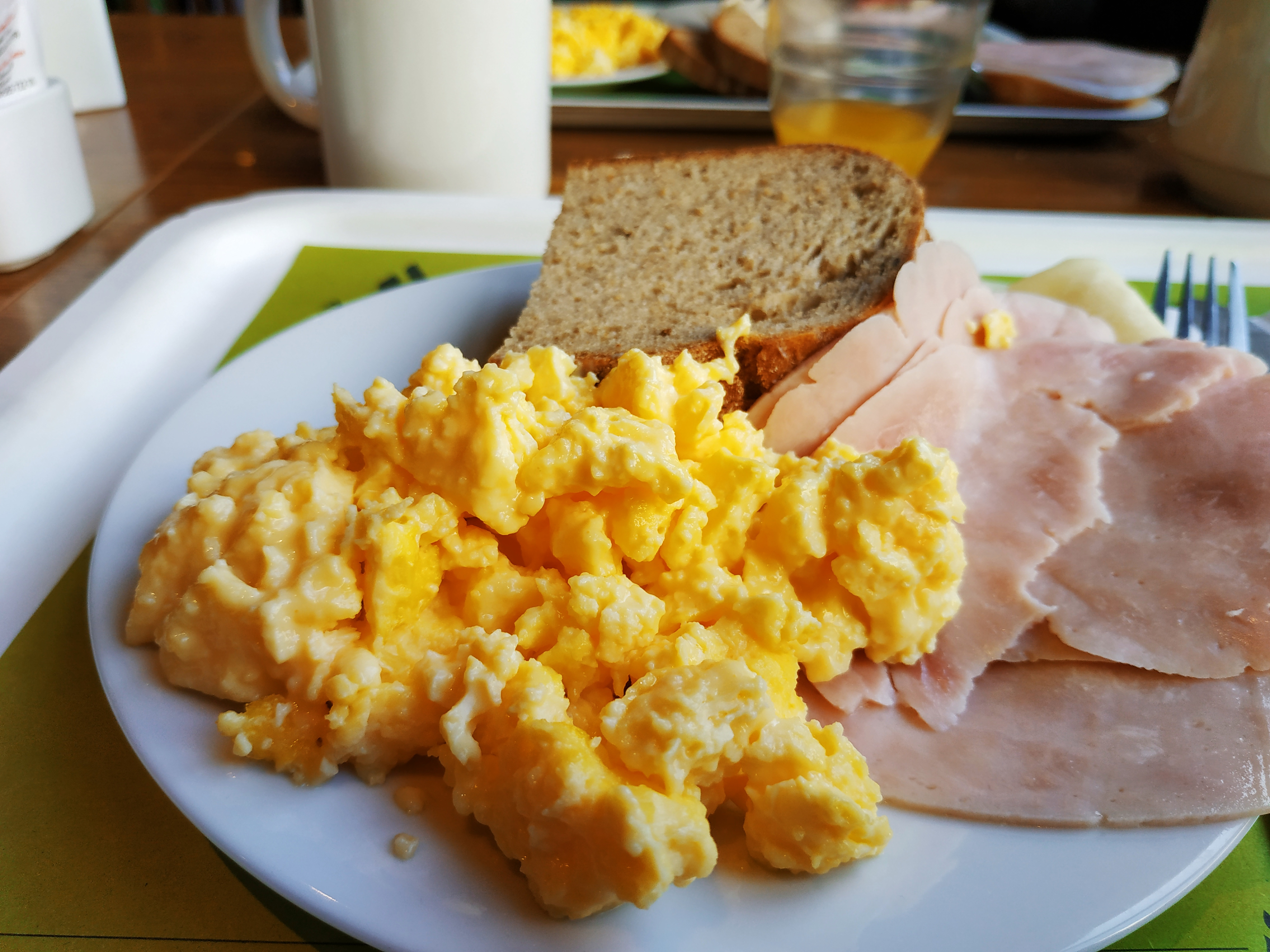
Míchaná vejce

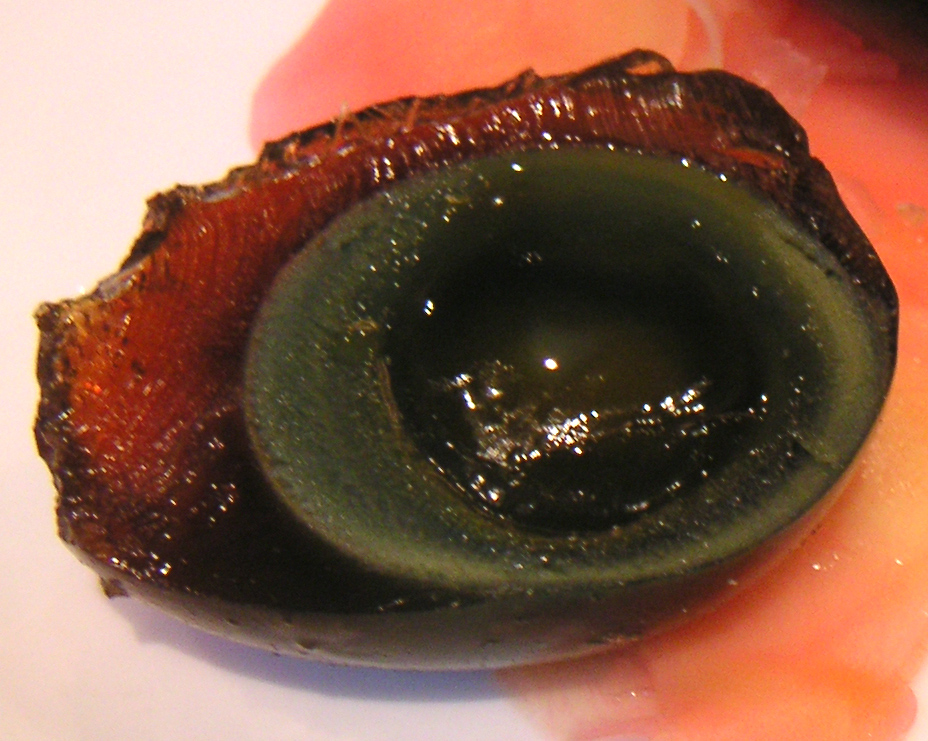
Stoleté vejce

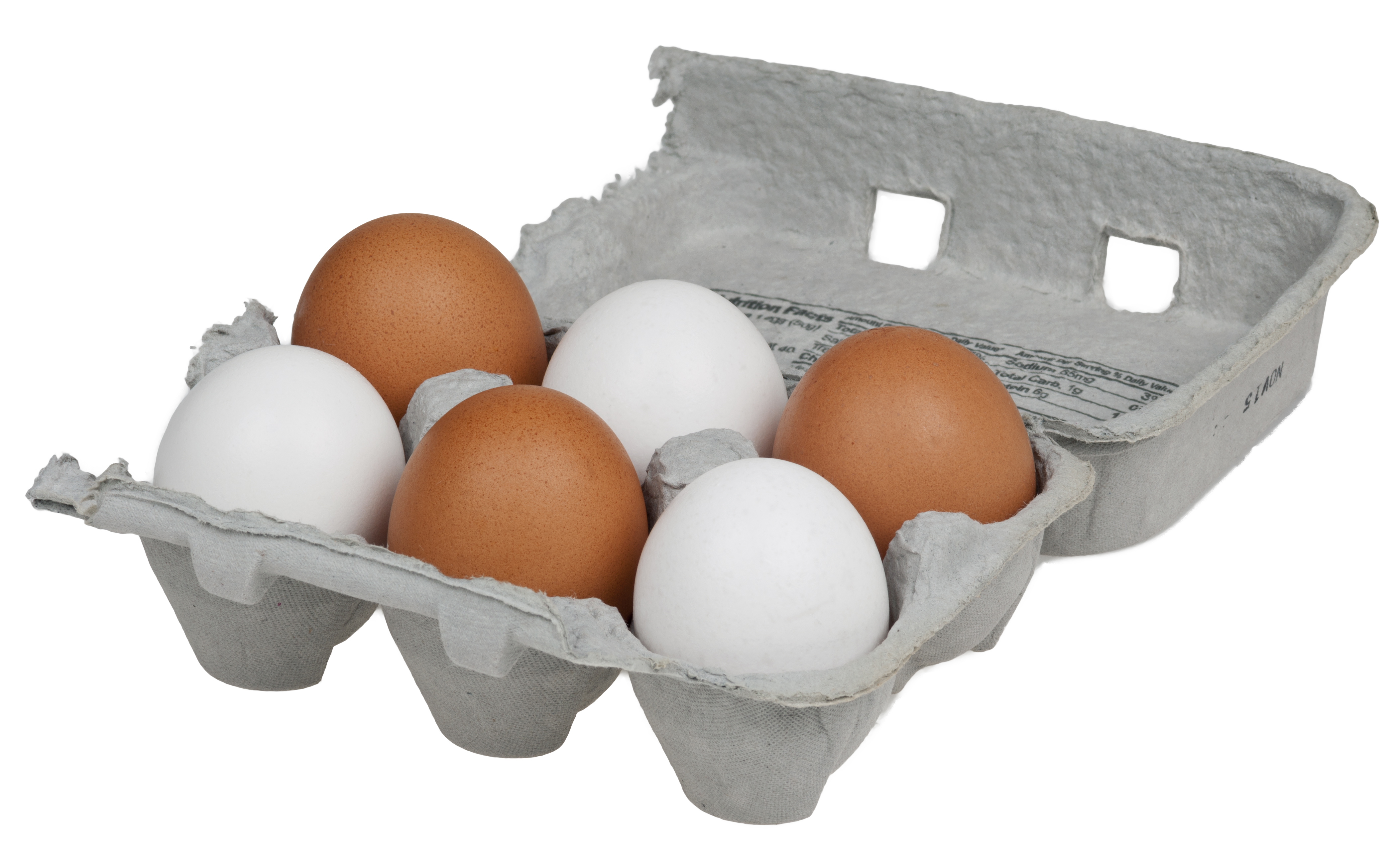
Kartónový obal posílil obchod s vejci

Lidé a jim příbuzní hominidé konzumují vejce (zárodečné buňky zvířat v tuhé skořápce) po miliony let. Nejrozšířenější je konzumace vajec drůbeže, zejména slepic (tedy samic kura domácího). Kur domácí byl pravděpodobně domestikován právě kvůli vejcím, nikoli kvůli svému masu, a to okolo roku 7500 př. n. l. v jihovýchodní Asii a na indickém subkontinentu. Okolo roku 1500 př. n. l. se domestikovaný kur dostal do Sumeru a Egypta, tehdejších civilizačních epicenter. Kolem roku 800 př. n. l. byl dovezen do starého Řecka, kde se do té doby jedla hlavně vejce křepelčí (zůstala gurmánskou pochoutkou dodnes). V roce 1911 byl vynalezen kartónový obal na vejce, který usnadnil jejich prodej. Zejména za druhé světové války vzrostla obliba sušených vajec, pak zase poklesla. Vejce jiných ptáků jsou konzumována méně často, ale například kachní a pštrosí jsou obvyklou potravinou v určitých lokalitách. V Anglii a Norsku se jedí vejce racků. V Africe jsou poměrně častou potravinou vejce perliček. Lidé také jedí vejce plazů, obojživelníků a ryb. Rybí vejce neboli jikry jsou známé jako kaviár, v Česku se přidávají do rybí polévky.
Masová produkce slepičích vajec je v současnosti globálním průmyslem. V roce 2009 bylo na celém světě vyprodukováno odhadem 62,1 milionu tun vajec, která vyprodukovalo 6,4 miliardy nosnic. Zatímco divoké druhy drůbeže snášejí asi deset až dvanáct vajec ročně, domestikované slepice byly vyšlechtěny tak, že snášejí až 300 vajec ročně a po celý rok. Trhu vládne Asie, asijská produkce v roce 2013 tvořila 59 procent světové produkce vajec. V roce 2017 činila světová produkce slepičích vajec 80,1 milionu tun, největšími producenty byly Čína s 31,3 miliony, Spojené státy s 6,3 miliony, Indie s 4,8 miliony, Mexiko s 2,8 miliony, Japonsko s 2,6 miliony a Brazílie a Rusko s 2,5 miliony. Humánnost průmyslových chovů je mnohdy předmětem kritiky a například Evropská unie zakázala chov klecový. V Česku bude zákaz platit od 1. ledna 2027.
Způsobů přípravy slepičích vajec je bezpočet. Jedí se i syrová, ale tato forma konzumace je považována za rizikovou kvůli bakteriím salmonelly (ty jsou usmrceny při teplotě 71 °C) a tepelná úprava se doporučuje i kvůli tomu, že bílkoviny v syrových vejcích lidské tělo využije pouze z 51 procent, zatímco ve vařených vejcích z 91 procent. Příliš dlouhé vaření vejce však bílkoviny poškozuje. Tepelných úprav slepičích vajec je řada: vejce míchaná, smažená, pošírovaná, natvrdo, naměkko atp. Vejce natvrdo se často nakládají. Z vajec se vyrábějí hojně omelety. Na užití vajec je založen celý jeden typ potravin, a to sladké zákusky, k prvním patřil ovocný tvaroh vyvinutý v 17. století ve Francii. Vejce je v kuchyni také dobrým emulgátorem a zahušťovadlem. Mleté vaječné skořápky se někdy používají jako potravinářská přísada a jsou zdrojem vápníku. Jinak je ovšem konzumace skořápky neobvyklá a netradiční. V některých zemích je velmi populární vaječný likér, zejména jako vánoční nápoj. Poměrně vzácné je pojídání vajec s již mírně vyvinutým mládětem, tato praxe je známa na Filipínách, tzv. vejce balut (kachní) je tam populární jako rychlé občerstvení. K nejznámějším vaječným pokrmům patří hemenex, volské oko, smaženice, vejce Benedikt, vejce mimóza, ztracené vejce nebo ruské vejce.
Chuť vajec se liší podle toho, co slepice jedí. U průmyslově chovaných slepic je tudíž předvídatelná, u slepic z volného výběhu může překvapit. V Asii se chuť vejce často ovlivňuje jejich nakládáním ještě ve skořápce do nálevu tvořeného čajem, kořením či sójovou omáčkou. Tzv. stoleté vejce je takto naloženo ve směsi hlíny, dřevěného popela, soli, vápna a rýžové slámy po dobu několika týdnů až měsíců. V USA se povinně omývají skořápky vajec, v Evropě obvykle nikoli, což také ovlivňuje chuť.
Vejce a výrobky z nich jedí i vegetariáni, odmítají je vegani. O zdravotní vhodnosti konzumace vajec se vede řada sporů. Tradiční přístup vidí vejce jako významný zdroj bílkovin, minerálů a vitamínů, včetně vitamínu A (19 % denní doporučené dávky), riboflavinu (42 %), kyseliny pantothenové (28 %), vitamínu B12 (46 %), cholinu (60 %), fosforu (25 %), zinku (11 %) a vitamínu D (15 %). Na druhé straně se také již delší čas diskutuje o tom, že zvláště vaječný žloutek představuje zdravotní riziko jako zdroj cholesterolu, který způsobuje kardiovaskulární onemocnění. Metaanalýza z roku 2013 zjistila, že konzumace čtyř vajec týdně je spojena s 29% zvýšením relativního rizika vzniku cukrovky 2. typu. Metaanalýza z roku 2015 zjistila souvislost mezi vyšší konzumací vajec (pět týdně) se zvýšeným rizikem rakoviny prsu ve srovnání s žádnou konzumací vajec. Další metaanalýza zjistila, že konzumace vajec může zvýšit riziko rakoviny vaječníků. Jedna z nejčastějších potravinových alergií u kojenců je právě na vejce - více na bílek než žloutek.